# Liste des régions naturelles de l'Ain

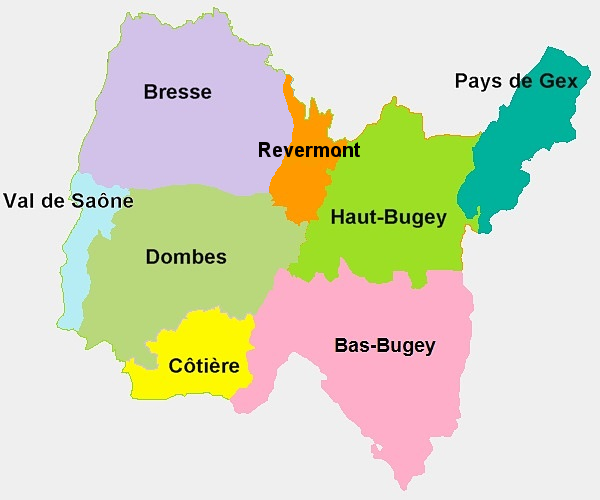
Les principales régions naturelles de l'Ain.

La liste des régions naturelles de l'Ain recense les régions naturelles situés totalement ou en partie sur le territoire du département de l'Ain.
Ils sont à la fois reconnus et inventés par les géographes, par les érudits locaux et par les anciennes populations rurales, notamment depuis le XVIe siècle. Ils peuvent également prendre racine dans un fief issu de la période féodale.